# Fridericia paranemoralis
Fridericia paranemoralis är en ringmaskart som beskrevs av Dózsa-Farkas 1982. Fridericia paranemoralis ingår i släktet Fridericia, och familjen småringmaskar. Arten är reproducerande i Sverige.